# أمغرة
أمغرة، منطقة من مناطق محافظة الجهراء في الكويت. سميت بهذا الاسم نسبة إلى آل مغره من قبيلة شمر الذين استقروا بها أوائل القرن التاسع عشر. والآن تحتوي على منطقة كبيرة مكشوفة للمزايدة على السيارات المستعملة ومختلف الأشياء.
تتسم أمغرة من الناحية الطبيعية بأنها عبارة عن تل يقع على طريق الجهراء، وارتفاع هذا التل أربعون مترا، وتوجد حوله مجموعة من الآبار. ومن الناحية الجغرافية تقع منطقة الأمغرة على بعد 27 كيلومترا شمال الكويت العاصمة، وهي في الجنوب من الصليبية، وأرض منطقة أمغرة طينية لونها بين الأبيض والأحمر.